# Parides chabrias
Parides chabrias är en fjärilsart som först beskrevs av William Chapman Hewitson 1852.  Parides chabrias ingår i släktet Parides och familjen riddarfjärilar. Inga underarter finns listade i Catalogue of Life.

## Bildgalleri

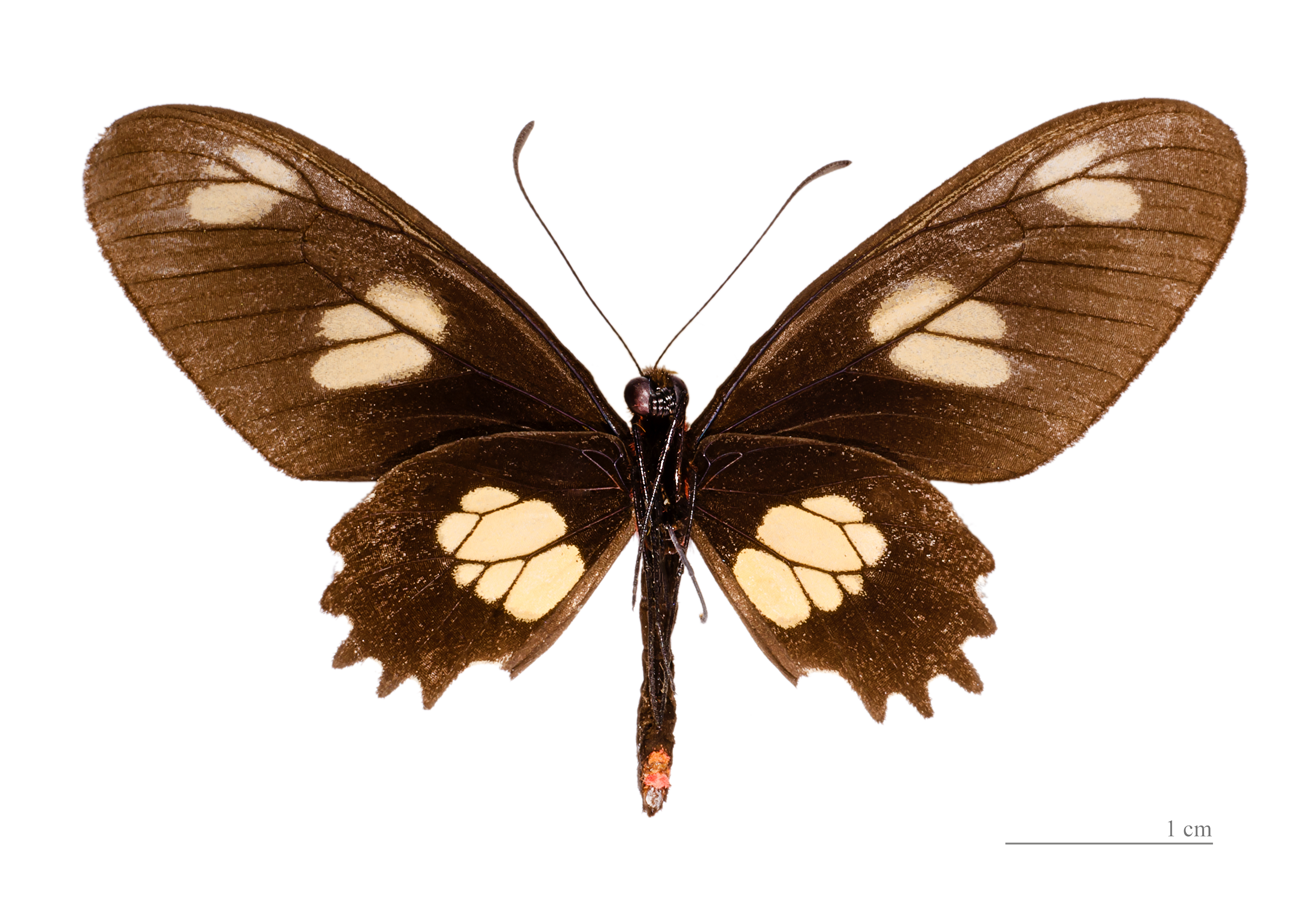
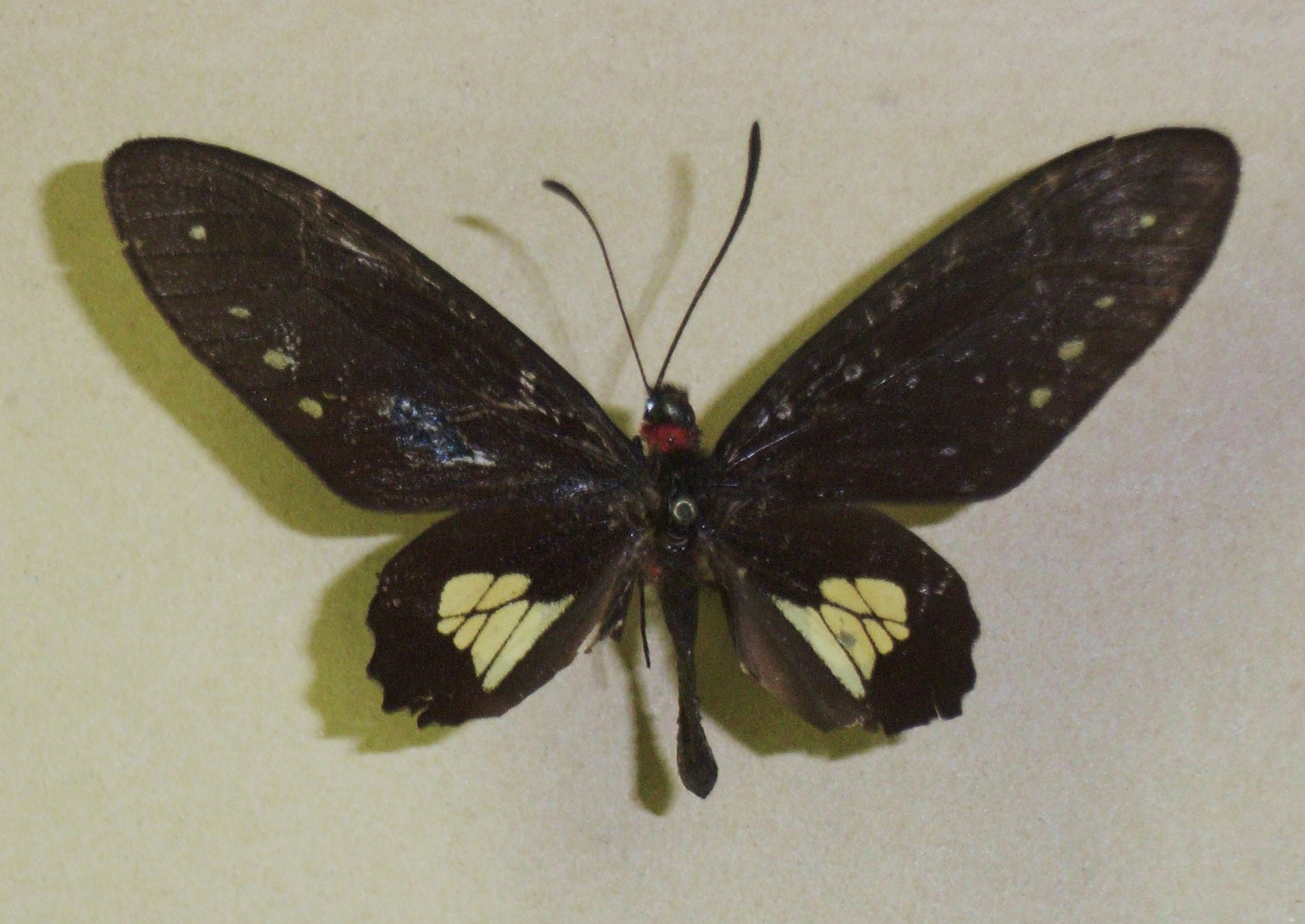
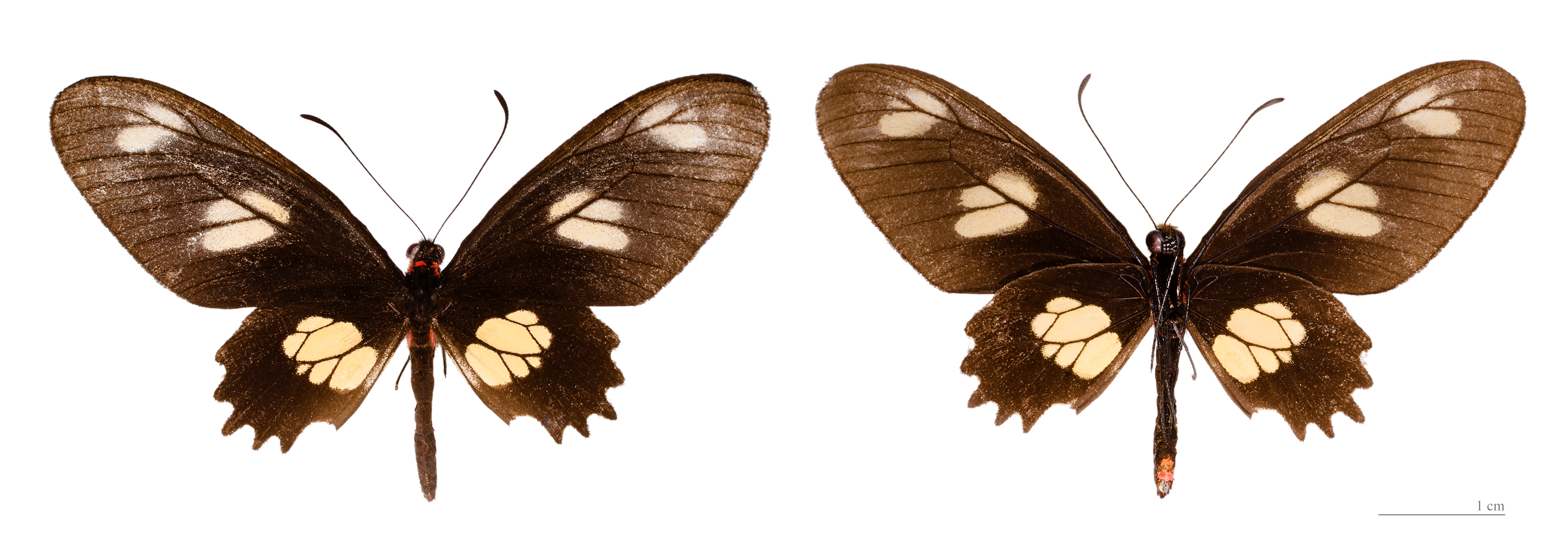